# Алекино (Устюженский район)
Алекино — деревня в Устюженском районе Вологодской области.
Входит в состав Устюженского сельского поселения (с 1 января 2006 года по 9 апреля 2009 года входила в Перское сельское поселение), с точки зрения административно-территориального деления — в Перский сельсовет.
Расстояние по автодороге до районного центра Устюжны — 22,2 км. Ближайшие населённые пункты — Максимовское, Перя, Поповка, Федоровское, Яковлевское.
По переписи 2002 года население — 12 человек.